# Леклер, Хуберт
Хуберт Вильгельм Леклер (нем. Hubert Wilhelm Leclaire; 30 мая 1906, Мариадорф, Альсдорф, Германская империя — 19 февраля 1996, Дюссельдорф, Германия) — штурмшарфюрер СС, начальник службы опознавания политического отдела концлагеря Бухенвальд.

## Биография
Хуберт Леклер родился 30 мая 1906 года. В 1926 году поступил на службу в полицию Мюнстера. После окончания учебного курса в школе верховой езды в Крефельде Леклер стал сотрудником охранной полиции в Аахене при конном отделении. С начала января 1938 года служил в уголовной полиции в Аахене. В начале июня 1939 года был переведён в концлагерь Бухенвальд, где возглавил отдел опознавания гестапо при начальнике Вильгельме Фрерихсе. Леклер внушал страх заключённым из-за избиений во время допросов. Ойген Когон сообщил об этом следующее: 
Посреди ночи явился помощник следователя Леклер. Заключённый [замученный и голый] был приведён в сознание холодной водой. Для освежения в памяти Леклер сначала нанёс пару ударов кожаным кнутом по голове. „Ты никогда не выйдешь отсюда живым, ты ведь знаешь об этом, не так ли? Если ты соврёшь, то получишь удар, пока не засмеёшься”.
В 1945 году Леклер был переведён в отдел уголовной полиции при полиции безопасности в Тюрингии. 12 декабря 1945 года бывший начальник гестапо в Веймаре Ганс Гельмут Вольфф говорил, что Леклер был причастен к расстрелу 3-х жителей из Нойерна незадолго до прихода американской армии.

### После войны
По окончании войны Леклер скрылся и под псевдонимом Герберта Медера проживал в разных местах. В 1948 году развёлся с женой в Веймаре. В 1952 году переехал из Франции в ФРГ, где жил под своим настоящим именем. С начала октября 1954 года служил в окружном полицейском управлении в Дюссельдорфе, а затем был полицмейстером в Бохуме. Впоследствии ему было выдвинуто обвинение в пытках заключённых. В 1958 году первая судебная коллегия по уголовным делам в Дюссельдорфе признала его виновным только в трёх случаях, но в итоге он был оправдан. В 1959 году был переведён в окружное управление полиции в Аахене.